# Иверия (газета)
Иверия (груз. ივერია) — периодическое издание литературно-политического направления на грузинском языке. Издаётся в Грузии с перерывами с 70-х годов XIX века.

## История
В марте 1877 года Ильёй Чавчавадзе была основана газета, которая сначала выходила еженедельно. Финансовую поддержку газете оказывали известные меценаты Зубалашвили. Газета публиковала статьи Ильи Чавчавадзе и его сподвижников, входивших в так называемую группу «Пирвели-Даси»
В 1879 году была преобразована в ежемесячный журнал. В 1880 году были объединены редакции «Иверии» и газеты «Дроеба» и новое издание стало выходить большими книжками раз в три месяца, а в 1881 году она вновь — ежемесячно, «аккуратно 1-го числа каждого месяца в количестве 600 экз.». С 1886 года стала ежедневной газетой и в это время была наиболее востребованной: к 1889 году выходила тиражом 1200—1500 экземпляров.
Свои первые лирические стихи здесь опубликовал Сталин.
Соредакторы И. Чавчавадзе: Сергей Месхи (1881, после объединения с «Дроеба»), Иван Мачабели (1882—1884), Александр Сараджишвили (1901); Григол Кипшидзе (1903—1905), Филипп Гогичаишвили (1906). Лондонским корреспондентом газеты некоторое время был известный анархист Варлам Черкезишвили, писавший под псевдонимами Вазиани и В.Марвели.
В 1906 году газета была закрыта.
В 1888—1889 годах редакция располагалась в д. 7 на улице Сулхан-Сабы Орбелиани (мемориальная доска), в 1889—1901 годах — на улице Ивана Джавахишвили
Газета была восстановлена 20 февраля 1989 года Зурабом Чавчавадзе и до 1997 года периодически выходила как орган Общества Ильи Чавчавадзе. В 2014 году редакцией газеты учреждена литературная и художественная премия им. Святого Ильи Праведного.